# Heteronychia furcoides
Heteronychia furcoides är en tvåvingeart som först beskrevs av Zumpt 1967.  Heteronychia furcoides ingår i släktet Heteronychia och familjen köttflugor. Inga underarter finns listade i Catalogue of Life.